# Formation de Kayenta

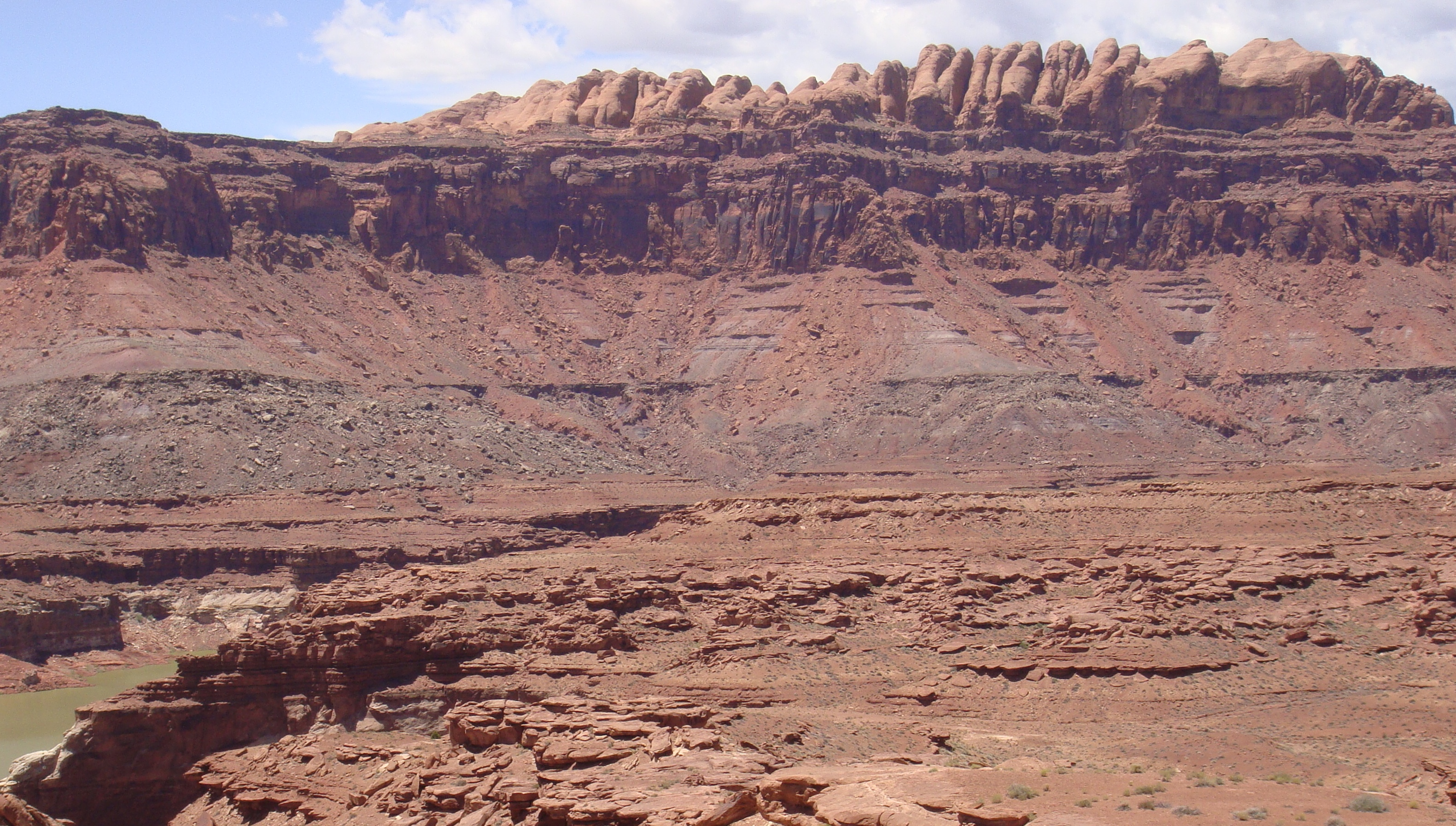
Formation de Kayenta.

La Formation de Kayenta est une formation géologique, située près du Glen canyon dans le sud de l'Utah aux États-Unis qui s'est formée entre il y a 199,6 et 175,6 Ma, au cours du Jurassique inférieur. 
Cette formation rocheuse est particulièrement importante dans le sud de l'Utah, où on peut la voir comme attraction principale d'un certain nombre de parcs et monuments nationaux comme le Parc national de Zion ou encore le Parc national de Capitol Reef. Elle forme avec le Grès de Navajo, le Grès de Wingate et la Formation de Moenave le Glen Canyon Group.
Cette formation géologique renferme de nombreux fossiles.

## Paléobiologie

### Amphibiens
| Amphibiens découverts dans la Formation de Kayenta | Amphibiens découverts dans la Formation de Kayenta | Amphibiens découverts dans la Formation de Kayenta | Amphibiens découverts dans la Formation de Kayenta | Amphibiens découverts dans la Formation de Kayenta | Amphibiens découverts dans la Formation de Kayenta | Amphibiens découverts dans la Formation de Kayenta |
| Genre                                              | Espèce                                             | Lieu                                               | Position stratigraphique                           | Matériau                                           | Notes                                              | Images                                             |
| -------------------------------------------------- | -------------------------------------------------- | -------------------------------------------------- | -------------------------------------------------- | -------------------------------------------------- | -------------------------------------------------- | -------------------------------------------------- |
| Prosalirus                                         |                                                    | - Arizona.                                         |                                                    |                                                    |                                                    |                                                    |

### Anapsides
| Anapsides découverts dans la Formation de Kayenta | Anapsides découverts dans la Formation de Kayenta | Anapsides découverts dans la Formation de Kayenta | Anapsides découverts dans la Formation de Kayenta | Anapsides découverts dans la Formation de Kayenta | Anapsides découverts dans la Formation de Kayenta | Anapsides découverts dans la Formation de Kayenta |
| Genre                                             | Espèces                                           | Lieu                                              | Position stratigraphique                          | Matériau                                          | Notes                                             | Images                                            |
| ------------------------------------------------- | ------------------------------------------------- | ------------------------------------------------- | ------------------------------------------------- | ------------------------------------------------- | ------------------------------------------------- | ------------------------------------------------- |
| Kayentachelys                                     |                                                   | - Arizona                                         |                                                   |                                                   |                                                   |                                                   |

### Crurotarsiens
| Crurotarsiens découverts dans la Formation de Kayenta | Crurotarsiens découverts dans la Formation de Kayenta | Crurotarsiens découverts dans la Formation de Kayenta | Crurotarsiens découverts dans la Formation de Kayenta | Crurotarsiens découverts dans la Formation de Kayenta | Crurotarsiens découverts dans la Formation de Kayenta | Crurotarsiens découverts dans la Formation de Kayenta |
| Genre                                                 | Espèce                                                | Lieu                                                  | Position stratigraphique                              | Matériau                                              | Notes                                                 | Images                                                |
| ----------------------------------------------------- | ----------------------------------------------------- | ----------------------------------------------------- | ----------------------------------------------------- | ----------------------------------------------------- | ----------------------------------------------------- | ----------------------------------------------------- |
| Kayentasuchus                                         | Présent géographiquement en Arizona.                  |                                                       |                                                       |                                                       |                                                       |                                                       |

### Ornithodires
| Ornithodires découverts dans la Formation de Kayenta | Ornithodires découverts dans la Formation de Kayenta | Ornithodires découverts dans la Formation de Kayenta | Ornithodires découverts dans la Formation de Kayenta | Ornithodires découverts dans la Formation de Kayenta                                            | Ornithodires découverts dans la Formation de Kayenta | Ornithodires découverts dans la Formation de Kayenta |
| Genre                                                | Espèce                                               | Lieu                                                 | Position stratigraphique                             | Matériau                                                                                        | Notes                                                | Images                                               |
| ---------------------------------------------------- | ---------------------------------------------------- | ---------------------------------------------------- | ---------------------------------------------------- | ----------------------------------------------------------------------------------------------- | ---------------------------------------------------- | ---------------------------------------------------- |
| Dilophosaurus                                        | D. wetherilli                                        | - Arizona                                            |                                                      | «2 squelettes de jeunes adultes, un squelette partiel, 4 autres individus fragmentés.»          |                                                      |                                                      |
| Kayentavenator                                       | K. elysiae                                           | - Arizona                                            |                                                      |                                                                                                 | Originellement désigné M. kayentakatae par Rowe.     |                                                      |
| Massospondylus                                       | Massospondylus sp.                                   | - Arizona                                            |                                                      |                                                                                                 | Maintenant connu csous le nom de Sarahsaurus         |                                                      |
| « Megapnosaurus »                                    | M. kayentakatae                                      | - Arizona                                            |                                                      | "1 crane articulé et un squelette post-crânial, 2 squelettes fragmentés, 1 squelette incomplet" | Note: Désigné comme Syntarsus par Weishampel et al.  |                                                      |
| Rhamphinion                                          | R. jenkinsi                                          | - Little Colorado River Valley, Arizona.             | - Milieu                                             |                                                                                                 |                                                      |                                                      |
| Scelidosaurus                                        | Scelidosaurus sp.                                    | - Arizona                                            |                                                      |                                                                                                 |                                                      |                                                      |
| Scutellosaurus                                       | S. lawleri                                           | - Arizona                                            |                                                      | «Crânes et squelettes fragmentés provenant d'au moins deux individus.»                          |                                                      |                                                      |

### Synapsides
| Tritylodontes découverts dans la Formation de Kayenta | Tritylodontes découverts dans la Formation de Kayenta | Tritylodontes découverts dans la Formation de Kayenta | Tritylodontes découverts dans la Formation de Kayenta | Tritylodontes découverts dans la Formation de Kayenta | Tritylodontes découverts dans la Formation de Kayenta | Tritylodontes découverts dans la Formation de Kayenta |
| Genre                                                 | Espèce                                                | Lieu                                                  | Position stratigraphique                              | Matériau                                              | Notes                                                 | Images                                                |
| ----------------------------------------------------- | ----------------------------------------------------- | ----------------------------------------------------- | ----------------------------------------------------- | ----------------------------------------------------- | ----------------------------------------------------- | ----------------------------------------------------- |
| Dinnebitodon                                          | D. amarali                                            | Présent géographiquement en Arizona, États-Unis.      |                                                       |                                                       |                                                       |                                                       |
| Kayentatherium                                        | K. wellesi                                            | Présent géographiquement en Arizona, États-Unis.      |                                                       |                                                       |                                                       |                                                       |
| Oligokyphus                                           |                                                       | Présent géographiquement en Arizona, États-Unis.      |                                                       |                                                       |                                                       |                                                       |